# 1996年ミラノ・トリエンナーレ
第19回ミラノ・トリエンナーレ (XIX Triennal of Milan) は、1996年2月1日から4月30日までイタリアのミラノで開催されたトリエンナーレであり、博覧会国際事務局から認定された国際博覧会（特別博）である。テーマは「Identities and differences. Integration and plurality in today forms. Cultures between ephemeral and durable」。